# Мидзуна, Реи
Рей Мидзуна (яп. 水菜麗 Мидзуна Рей, род. 20 мая 1984 года, Токио) — японская порноактриса (AV-idol), ныне закончившая свою карьеру. Годы активности — с 2008 по 2016 год.

## Биография
Родилась 5 мая 1984 года в Токио. Её дебют в порнографии состоялся 25 июля 2008 года в фильме компании Alice Japan под названием «Дебют Мидзуна Рей». 16 марта 2009 года перешла в компанию Maxing, снялась в фильме 「 みづなれい 解禁」.
Ёе имя «Рей» взято с персонажа Рей Аянами одного из центральных персонажей аниме-сериала и манги «Евангелион». А её фамилия по названию растения Mizuna (ミズナ(水菜), "водная зелень").
Рей ведёт колонку «Mizuna Rei in Uncensored» в спортивной газете Sports Nippon (スポーツニッポン Supōtsu Nippon).
Её хобби — чтение (предпочитает Харуки Мураками), музыка (в основном, рок),  видеоигры (Monster Hunter) и вязание.
17 марта 2016 года объявила о завершении карьеры в качестве AV актрисы.
С 4 апреля 2016 года каждый вторник в Sports Nippon выходит её колонка под названием 「 みづなれいAVのアレとかソレとか」.